# 31e Screen Actors Guild Awards
De 31e Screen Actors Guild Awards, waarbij prijzen werden uitgereikt voor uitstekende acteerprestaties in film en televisie voor het jaar 2024, gekozen door de leden van SAG-AFTRA, vonden plaats op 23 februari 2025 in de Shrine Auditorium & Expo Hall in Los Angeles. De nominaties werden bekendgemaakt op 8 januari. De geplande aankondiging op YouTube verviel vanwege de bosbranden in de omgeving van Los Angeles. De prijs voor de volledige carrière werd toegekend aan Jane Fonda.

## Film
De winnaars staan bovenaan in vet lettertype.

#### Cast in een film
Outstanding Performance by a Cast in a Motion Picture
- Conclave
  - A Complete Unknown
  - Anora
  - Emilia Pérez
  - Wicked

#### Mannelijke acteur in een hoofdrol
Outstanding Performance by a Male Actor in a Leading Role
- Timothée Chalamet – A Complete Unknown
  - Adrien Brody – The Brutalist
  - Daniel Craig – Queer
  - Colman Domingo – Sing Sing
  - Ralph Fiennes – Conclave

#### Vrouwelijke acteur in een hoofdrol
Outstanding Performance by a Female Actor in a Leading Role
- Demi Moore – The Substance
  - Pamela Anderson – The Last Showgirl
  - Cynthia Erivo – Wicked
  - Karla Sofía Gascón – Emilia Pérez
  - Mikey Madison – Anora

#### Mannelijke acteur in een bijrol
Outstanding Performance by a Male Actor in a Supporting Role
- Kieran Culkin – A Real Pain
  - Jonathan Bailey – Wicked
  - Yura Borisov – Anora
  - Edward Norton – A Complete Unknown
  - Jeremy Strong – The Apprentice

#### Vrouwelijke acteur in een bijrol
Outstanding Performance by a Female Actor in a Supporting Role
- Zoe Saldaña – Emilia Pérez
  - Monica Barbaro – A Complete Unknown
  - Jamie Lee Curtis – The Last Showgirl
  - Danielle Deadwyler – The Piano Lesson
  - Ariana Grande – Wicked

#### Stuntteam in een film
Outstanding Performance by a Stunt Ensemble in a Motion Picture
- The Fall Guy
  - Deadpool & Wolverine
  - Dune: Part Two
  - Gladiator II
  - Wicked

## Televisie
De winnaars staan bovenaan in vet lettertype.

#### Ensemble in een dramaserie
Outstanding Performance by an Ensemble in a Drama Series
- Shōgun
  - Bridgerton
  - The Day of the Jackal
  - The Diplomat
  - Slow Horses

#### Mannelijke acteur in een dramaserie
Outstanding Performance by a Male Actor in a Drama Series
- Hiroyuki Sanada – Shōgun
  - Tadanobu Asano – Shōgun
  - Jeff Bridges – The Old Man
  - Gary Oldman – Slow Horses
  - Eddie Redmayne – The Day of the Jackal

#### Vrouwelijke acteur in een dramaserie
Outstanding Performance by a Female Actor in a Drama Series
- Anna Sawai – Shōgun
  - Kathy Bates – Matlock
  - Nicola Coughlan – Bridgerton
  - Allison Janney – The Diplomat
  - Keri Russell – The Diplomat

#### Ensemble in een komedieserie
Outstanding Performance by an Ensemble in a Comedy Series
- Only Murders in the Building
  - Abbott Elementary
  - The Bear
  - Hacks
  - Shrinking

#### Mannelijke acteur in een komedieserie
Outstanding Performance by a Male Actor in a Comedy Series
- Martin Short – Only Murders in the Building
  - Adam Brody – Nobdy Wants This
  - Ted Danson – A Man on the Inside
  - Harrison Ford – Shrinking
  - Jeremy Allen White – The Bear

#### Vrouwelijke acteur in een komedieserie
Outstanding Performance by a Female Actor in a Comedy Series
- Jean Smart – Hacks
  - Kristen Bell – Nobdy Wants This
  - Quinta Brunson – Abbott Elementary
  - Liza Colón-Zayas – The Bear
  - Ayo Edebiri – The Bear

#### Mannelijke acteur in een miniserie of televisiefilm
Outstanding Performance by a Male Actor in a Television Movie or Limited Series
- Colin Farrell – The Penguin
  - Javier Bardem – Monsters: The Lyle and Erik Menendez Story
  - Richard Gadd – Baby Reindeer
  - Kevin Kline – Disclaimer
  - Andrew Scott – Ripley

#### Vrouwelijke acteur in een miniserie of televisiefilm
Outstanding Performance by a Female Actor in a Television Movie or Limited Series
- Jessica Gunning – Baby Reindeer
  - Kathy Bates – The Great Lillian Hall
  - Cate Blanchett – Disclaimer
  - Jodie Foster – True Detective: Night Country
  - Lily Gladstone – Under the Bridge
  - Cristin Milioti – The Penguin

#### Stuntteam in een televisieserie
Outstanding Performance by a Stunt Ensemble in a Television Series
- Shōgun
  - The Boys
  - Fallout
  - House of the Dragon
  - The Penguin